# 劉鑑 (嘉靖進士)
劉鑑（1514年—？），字汝照，直隸真定府晉州安平縣人，民籍，明朝政治人物。

## 生平
順天府鄉試第一百六名舉人。嘉靖二十年（1541年）中式辛丑科會試第一百七十六名，登第二甲第七十六名進士。

## 家族
曾祖劉昶，貢士；祖父劉澍，省祭官；父劉以孝，母王氏。具庆下。